# ان‌جی‌سی ۱۵۶۶
ان‌جی‌سی ۱۵۶۶ (انگلیسی: NGC 1566) نام یک کهکشان در صورت فلکی ماهی زرین است.